# Misaje
Misaje est une commune du Cameroun située dans la région du Nord-Ouest et le département du Donga-Mantung, située à proximité de la frontière avec le Nigeria.

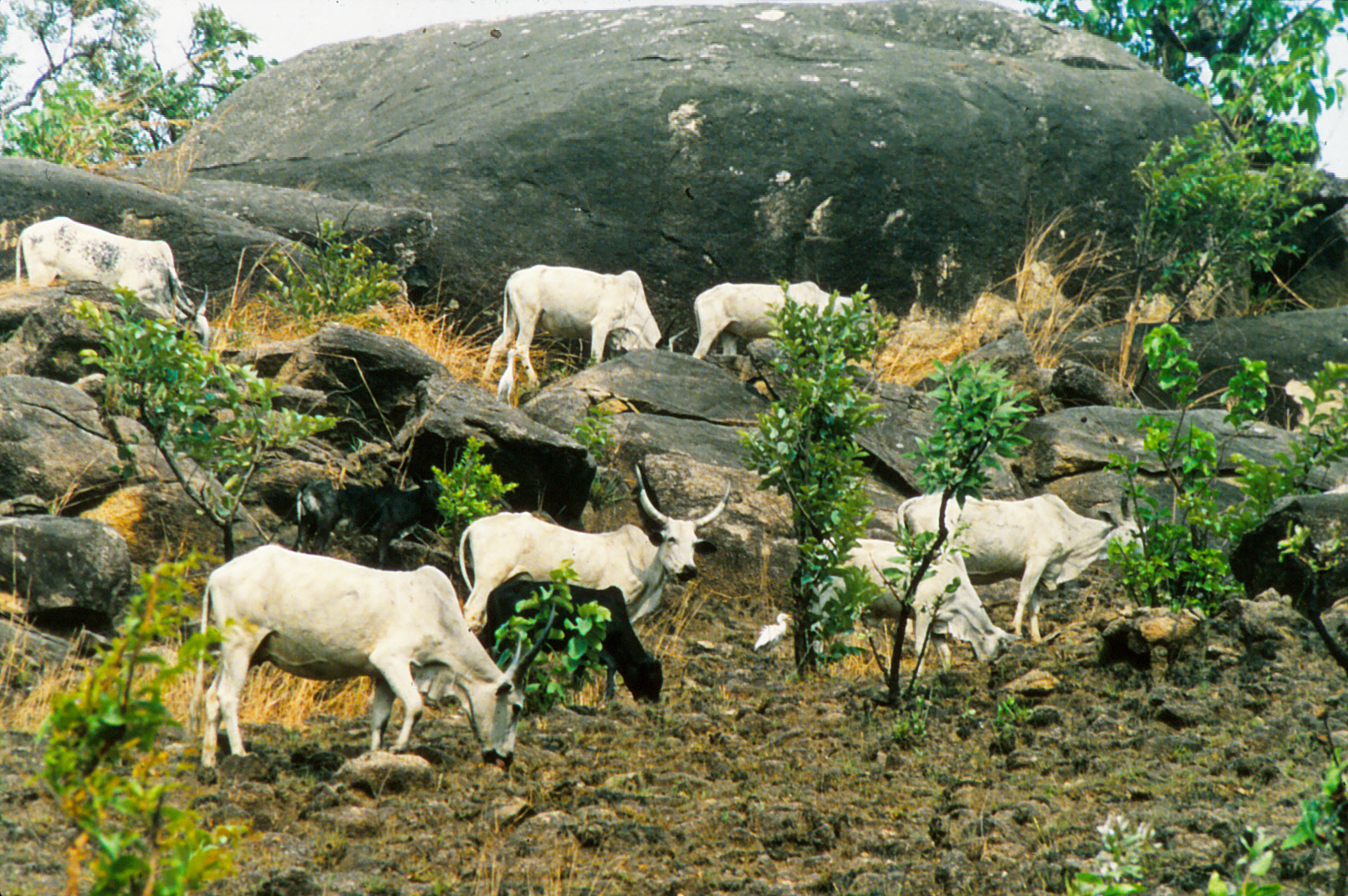
Le long de la rocade entre Misaje et Nkambe

## Population
Lors du recensement de 2005, la commune comptait 22 641 habitants, dont 3 601 pour Misaje Ville.

## Structure administrative de la commune
Outre la ville de Misaje proprement dite, la commune comprend les villages suivants :
- Akweto
- Bebe Jato
- Bebe Kete
- Bem
- Chunghe
- Dumbu
- Kamine
- Kibbo
- Kwei
- Mbissa
- Nfume
- Nkanchi